# Cryptostomaria biseriata
Cryptostomaria biseriata is een mosdiertjessoort uit de familie van de Cellariidae. De wetenschappelijke naam van de soort is voor het eerst geldig gepubliceerd in 1888 door Waters.